# إنكسكيب
إنكسكيب (بالإنجليزية: Inkscape)‏ هو محرر للرسوم المتجهيّة يخضع لرخصة جنو العمومية. هدفه المعلن أن يصبح أداة رسوميات قوية في حين يحافظ على التوافق التام مع معايير XML وSVG وCSS. وهو برنامج متعدد المنصات، متوفر على منصات ويندوز، جنو\لينكس، ماك، وفري بي إس دي، وله خصائص متشابهة تقريبًا مع برنامج أدوبي إليستريتور.

## تاريخ
بدأ تطوير إنكسكيب في عام 2003، كتفريعة لمشروع سوديبودي (Sodipodi) والذي بدأ تطويره منذ عام 1999، وذلك بسبب خلافات بشأن النظرة المستقبلية للتطوير. Sodipodi في حد ذاته تفريعة لبرنامج Gill، وهو برنامج أنشأته راف ليفين لسطح المكتب جنوم.
بدأ مشروع إنكسكيب كمشروع منشق بقيادة أربعة مطورين من مشروع Sodipodi والذين حددوا هوية جديدة للمشروع الجديد تخالف المشروع الأصلي، فالهدف من المشروع كان إنشاء برنامج رسم يوفر دعما كليا لل SVG وهذا بخلاف Sodipodi الذي كان يهدف إلى إنتاج برنامج جيد للرسوميات المتجهة ولا يهدف إلى توفير دعما كاملا لمعايير SVG.
الهدف الثاني هو الانتقال إلى البرمجة باستخدام لغة سي++ بخلاف البرنامج الأصلي والذي كان يعتمد على لغة السي، وهذا نتيجة للتعقيد الكبير الذي صار إليه المشروع الأم وصعوبة التطوير وانضمام المطورين الجدد إلى المشروع.
اعتمد انكسكيب على واجهة gtkmm  والتي توفر دعم لغة سي++ لمكتبة جتك+.
الهدف الثالث كان هو إنتاج واجهة رسومية تعتمد على معايير سطح المكتب جنوم وذلك من أجل التوافقية وسهولة الاستخدام.
الهدف الرابع هو اعتماد معمارية النواة والإضافات فالنواة توفر الوظائف الأساسية والمميزات تأتي بشكل ملحقات.
الهدف الخامس اعتماد دورة تطوير مفتوحة، موجهة من طرف المجتمع.
والجدير بالذكر أن مشروع Sodipodi توقف عن التطوير ويعتبر مشروعا ميتا منذ عام 2004.
منذ تلك السنة توالت الإصدارات المميزة والمحملة بالمميزات الجديدة في كل مرة، ووصل البرنامج إلى الإصدارة 0.46 في عام 2008 .
في عام 2009، أطلقت الإصدارة 0.47، التي أتت بميزة الحفظ التلقائي المؤقت، وإضافة دعم المدقق الإملائي للنصوص، والبدء في إعادة تنظيف مصدر البرنامج وترتيبه.
في عام 2010م، صدرت 0.48، وكانت أبرز المميزات الجديدة ميزة تحرير المنحيات المتعددة وتحسين أداة النصوص، وأداة لفرشاة الهواء وتصدير إلى LaTeX  وإضافة لإنشاء عروض تقديمية.
بعدها تراجع نشاط التطوير البرنامج كثيرا، حيث في عام 2014م، أعلن عن 0.48.5 وهي الإصدارة الخامسة لإصلاح العلل منذ إطلاق الإصدار 0.48. وتتضمن الإصدارة الجديدة إصلاح أكثر من 60 علّة على جميع المنصّات، وحسب إعلان الإصدار؛ فإن فريق التطوير لا يخطط لأية إصدارات إصلاح علل أخرى بعد هذه، ليركّز عمله الآن على الإصدار 0.91 (0.49 سابقًا) والتي ستضمن ميزات كثيرة للغاية وتغييرات مهمة تجعل من البرنامج أكثر احترافية وأكثر قدرة على تلبية المزيد من متطلبات العمل.
في عام 2015م، صدرت النسخة 0.91، وذلك بعد أربع سنوات من التطوير المستمر، أخذت هذه الإصدارة وقتا طويلا بسبب تغيير محرك تصيير الرسومات الداخلي ونقله إلى مكتبة Cairo ، هذا التغيير جلب تحسينات كبيرة في الأداء ودقة أعلى أثناء الرسم. علاوة على ذلك، أضيفت أداة القياسات، وحسنت أداة النصوص بحيث أصبحت تعرض كل أشكال الخط.
بعد سنتين، في عام 2017م، صدرت النسخة 0.92، التي أضافت دعم ميزة التدرج اللوني المتشابك، ودعم العديد من خصائص معايير SVG2 و CSS3 وتغيير الدقة الافتراضية من 90dpi إلى 96dpi  للتوافق مع معايير CSS. والانتقال من نظام البناء autotools إلى نظام cmake (هذا خاص بالمطورين) ودعم مميزات الخطوط المتقدمة وتحسين دعم النصوص الرأسية.

## معنى الاسم
الاسم مكون أساسًا من كلمتين "ink" و "scape".
ink وتعنى (حبر) وهي مادة عامة تستخدم لأعمال الرسم، وتستخدم أيضا عندما يكون العمل جاهز ليُطَبَّقْ على الورق بشكل دائم، إذاً الاسم يدل على أن إنكسكيب يمكن استعماله كأداة إنتاج. وكلمة Scape (نظرة) رؤية تجمع عدد كبير من الأشياء، مثل Landscape (منظر)، ويكون بذلك مرجعا للنهج الموجه للتصوير المتجهي.

## المميزات

### الرسم
- رسم الخطوط يدويا.
- رسم منحنيات بيزيه (نقطة بنقطة أو أو بالأيدي) وقطعة مستقيمية.
- رسم خطوط اليد بالقلم (الزاوية ولوحة الرسم البيانية).

### الأشكال
- المستطيلات والمربعات (تدوير الزاوية)
- أهاليج والدوائر والأقواس
- النجوم والمضلعات
- اللوالب
- أداة النص (استخدام الاتجاه، الخط، التبرير، متعدد الخطوط).
- رابط والاستيراد والرسم الموجه من الصور المصفوفة.
- استنساخ (نسخ الجسم مع التعديل الديناميكي).
- الإنشاء بالملئ بين المسارات.

### استخدام الأجسام
- تحويلات منعمة (إزاحة، تماثل، تغيير الأبعاد، دوران، تشويه الشكل) بطريقة تفاعلية أو عن طريق تحديد القيم العددية.
- الفرز حسب ترتيب الطبقات، المجموعات والأجسام (ترتيب-z)
- التجميع الهرمي للأجسام والمجموعات.
- نظام الطبقات.
- نسخ ولصق الأجسام.
- تصفيف وتوزيع الأجسام، ترتيب الأجسام على الشبكة، بعثرة الأجسام.
- الشبكة، والدلائل المغناطيسية.

### ملء الأجسام والمحيط
- تحديد اللون.
- ماصة الألوان.
- نسخ/لصق أسلوب الأجسام.
- الملء بتسوية الألوان، التدريج، القوام وأنماط، مع دعم قناة ألفا.
- تعديل التدريجات على قماش مع مقابض التحكم.
- تعديل التدرجات (خطي أو شعاعي).
- الحدود المنقطة و «العلامات» (أجسام من نوع (SVG) الملتصقة على العقود على أطراف المنحنيات).

### دعم النص
- نص متعدد الخطوط (SVG 1.0/1.1 <text>).
- ضبط تباعد المسافات بين الأسطر والأحرف.
- تغيير النمط، والألوان، وحجم الخط.
- تعلق النص بمنحنى لمتابعة مساره.
- استخدام مكتبة بانغو.
- استخدام جميع الخطوط الموجه المثبتة على النظام.

### التنوع
- أداة اتصال الأجسام بالمخططات
- محرر XML متكامل: عرض وتعديل لوثيقة SGV
- إستيراد وتيقة bitmap وناقلات أشكال مختلفة
- كمية موجهة من الصور النقطية مع Potrace.
- التحويل إلى PNG،PostScript، DXF وGDO.
- الاستيراد والتصدير إلى PDF.
- إنكسكيب يستطيع إستيراد وتصدير EMF(ملف تعريف المحسن) (ويندوز فقط حاليا) أو ملف تعريف Windows) WMF)، والذي يسمح خصوصا لفتح وتحرير القصاصات الفنية MS Office في إنكسكيب، أو العكس إدراج مكافحة ناقلات الرسومات التي أُنْشِئَت في إنكسكيب في مايكروسوفت أوفيس.
- خيارات أسطر التحكم، وتحويل وتحليل SVG.

## وصلات خارجية
- الموقع الرسمي
- إنكسكيب على موقع Open Hub (الإنجليزية)
- إنكسكيب على موقع Free Software Directory (الإنجليزية)
- إنكسكيب على موقع Framasoft (الفرنسية)